# Alexander Neuper
Alexander Neuper (* 19. August 1984) ist ein ehemaliger österreichischer Fußballspieler.

## Karriere
Neuper begann seine Karriere beim SV Stainach, bei dem er ab der Saison 2000/01 auch in der ersten Mannschaft spielte. Zur Saison 2002/03 wechselte er zum SV Bad Aussee. Mit Bad Aussee stieg er in der Saison 2004/05 in die Regionalliga auf. 2007 folgte schließlich auch der Aufstieg in die zweite Liga. Sein Debüt in der zweithöchsten Spielklasse gab er im Juli 2007, als er am ersten Spieltag der Saison 2007/08 gegen den SC-ESV Parndorf 1919 in der Startelf stand und in der 68. Minute durch Daniel Kogler ersetzt wurde. Bis Saisonende kam er zu 24 Zweitligaeinsätzen für die Steirer. Mit Bad Aussee stieg er allerdings nach nur einer Saison wieder in die Regionalliga ab.
Daraufhin wechselte er zur Saison 2008/09 zum fünftklassigen SC Liezen. Mit Liezen stieg er zu Saisonende in die Landesliga auf. In seiner ersten Saison bei Liezen kam er zu 26 Einsätzen in der Oberliga, in denen er fünf Tore erzielte. In den folgenden Saisonen kam er insgesamt zu 231 Landesligaeinsätzen für Liezen. Nach zehn Jahren bei Liezen beendete er nach der Saison 2017/18 seine Karriere.

## Persönliches
Seine Brüder Christian (* 1983) und Martin (* 1987) sind ebenfalls Fußballspieler.